# 78 in the Shade
78 in the Shade é o quinto e último álbum da banda de rock britânica Small Faces lançado em 1978. Foi o segundo e último trabalho inédito produzido após a reunião do grupo em meados de 1975.
| Críticas profissionais                                                      | Críticas profissionais |
| Avaliações da crítica                                                       | Avaliações da crítica  |
| Fonte                                                                       | Avaliação              |
| --------------------------------------------------------------------------- | ---------------------- |
| allmusic                                                                    | [ 2 ]                  |
| Esta tabela precisa de ser acompanhada por texto em prosa. Consulte o guia. |                        |

## Faixas
1. "Over Too Soon" (Marriott, McLagan) 3:07
2. "Too Many Crossroads" (Marriott, McLagan) 2:18
3. "Let Me Down Gently" (McLagan, Pidgeon) 3:38
4. "Thinkin' About Love" (Wills) 3:46
5. "Stand by Me (Stand by You)" (Marriott) 3:26
6. "Brown Man Do" (Marriott) 3:02
7. "Real Sour" (McLagan, Pidgeon) 3:55
8. "Soldier Boy" (J. Brown) 4:04
9. "You Ain't Seen Nothing Yet" (Marriott, McLagan, Wills, Jones) 2:59
10. "Filthy Rich" (Marriott) 2:39

## Créditos
- Steve Marriott - guitarra, vocais
- Ian McLagan - teclado, vocais
- Rick Wills - baixo, vocais
- Kenney Jones - bateria, vocais